# Savannestekelrat
De savannestekelrat (Clyomys laticeps)  is een zoogdier uit de familie van de stekelratten (Echimyidae). De wetenschappelijke naam van de soort werd voor het eerst geldig gepubliceerd door Thomas in 1909.

## Voorkomen
De soort komt voor in Brazilië en Paraguay.